# Apis (género)

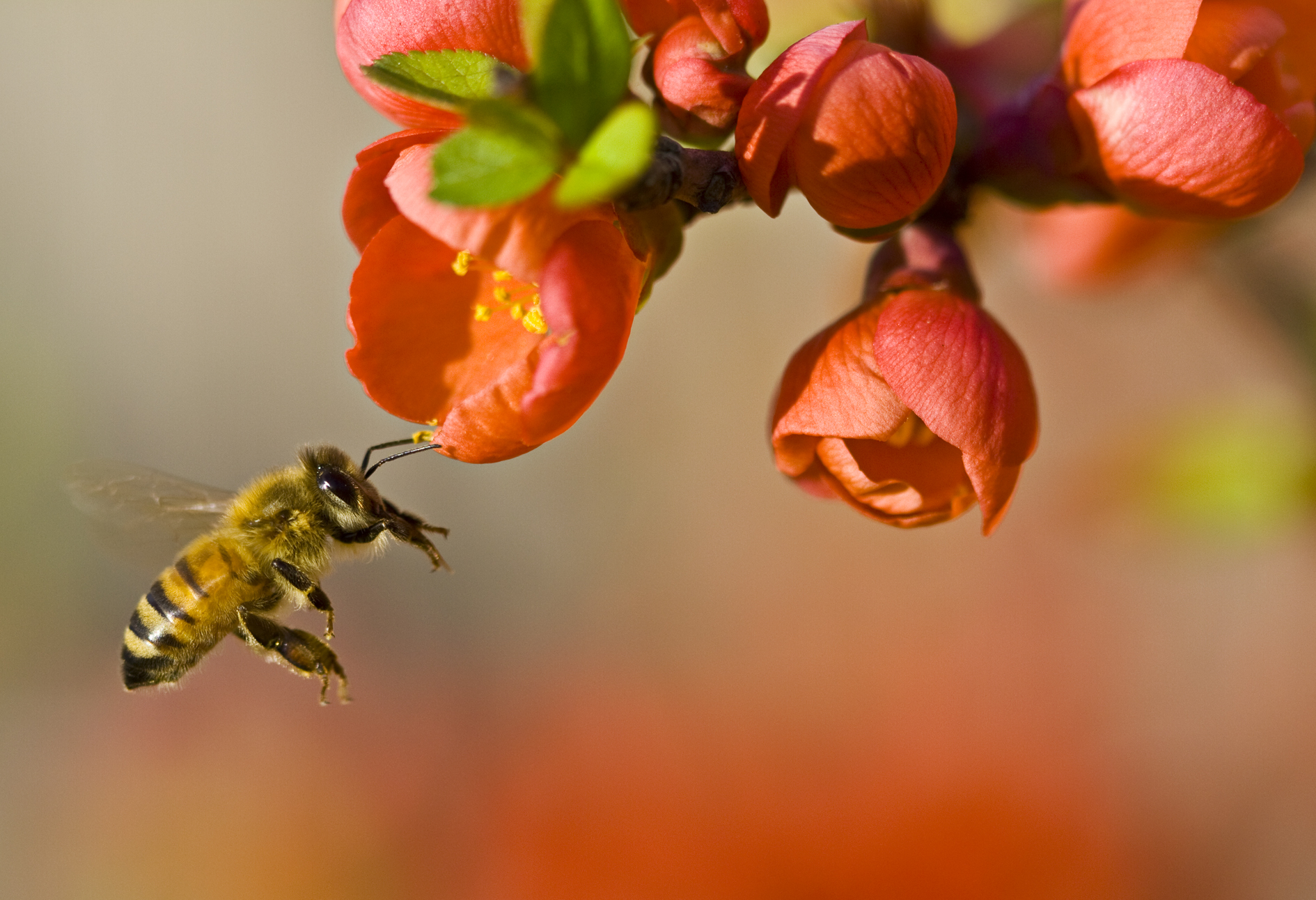
Abeja polinizando

Apis es un género de himenópteros ápidos que incluye las abejas productoras de miel o abejas melíferas. Cabe destacar que las abejas sin aguijón o meliponinos también son abejas melíferas, miembros de la misma subfamilia que el género Apis, Apinae.

## Especies del géneroApis
Por el tipo de nido de cría podemos dividirlas en dos grupos:
- Las que construyen sus panales en huecos, por lo tanto son proclives a ser utilizadas por el hombre dentro de colmenas y se prestan para una explotación racional movilista (con cuadros móviles) integrando este grupo cinco especies: Apis mellifera, Apis cerana, Apis koschevnikovi, Apis nigrocincta y Apis nuluensis, de las cuales las dos primeras son explotadas en la práctica de la apicultura tradicional, pudiendo el resto ser explotadas por los nativos como apicultura cazadora recolectora.
- Las que construyen sus panales al aire libre, generalmente adheridos a ramas de plantas, como son los caso de Apis dorsata y Apis florea, Apis andreniformis (diferenciándose en la altura de los sitios de nidificación) o bien las que los construyen en acantilados rocosos, adheridos a la piedra como es la especie Apis laboriosa.

## Sistemática del géneroApis

### Especies de abejas melíferas
El género Apis incluye 7 o 9 especies según la clasificación:
- Apis andreniformis Smith, 1858, abeja asiática melífera chica oscura.
- Apis cerana Fabricius, 1793, abeja asiática o abeja melífera oriental.[2]
- Apis dorsata Fabricius, 1798, abeja melífera grande o abeja melífera asiática grande.
- Apis florea Fabricius, 1787, abeja melífera chica o abeja melífera asiática chica.
- Apis koschevnikovi Buttel-Reepen, 1906, abeja de Koschevnikov en Borneo, Malasia e Indonesia.
- Apis laboriosa Smith, 1871, abeja melífera del Himalaya o abeja melífera de las rocas. Considerada como una subespecie de Apis dorsata.
- Apis mellifera Linnaeus, 1758, abeja europea o abeja melífera occidental.
- Apis nigrocincta Smith, 1861, abeja melífera de las Filipinas.
- Apis nuluensis Tingek, Koeniger and Koeniger 1996, abeja melífera de Borneo, Sabah y Brunéi. Considerada una subespecie de Apis cerana (Apis cerana nuluensis).

### Especies extintas
Lista incompleta
- †Apis armbrusteri Zeuner
- †Apis lithohermaea Engel
- †Apis nearctica Engel

## Origen y distribución

Distribución de las abejas melíferas en el mundo

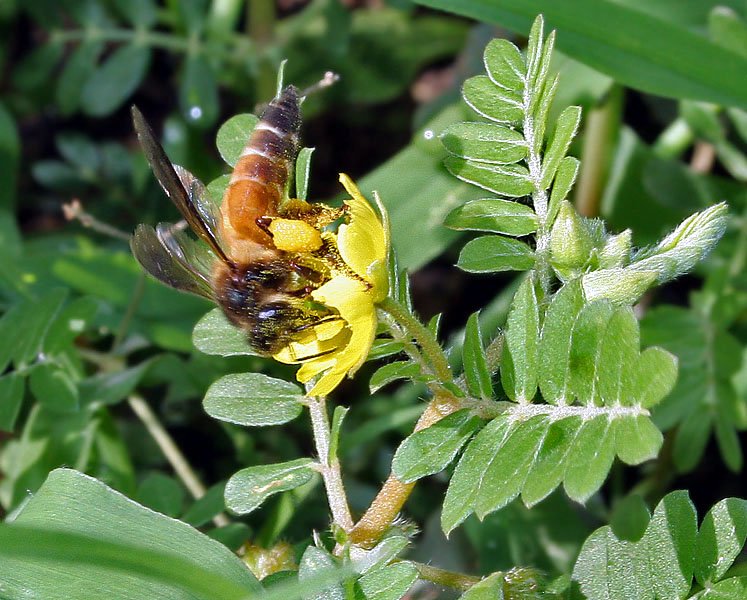
Apis dorsata en Tribulus terrestris en Hyderabad, India

Anatomía de una abeja melífera

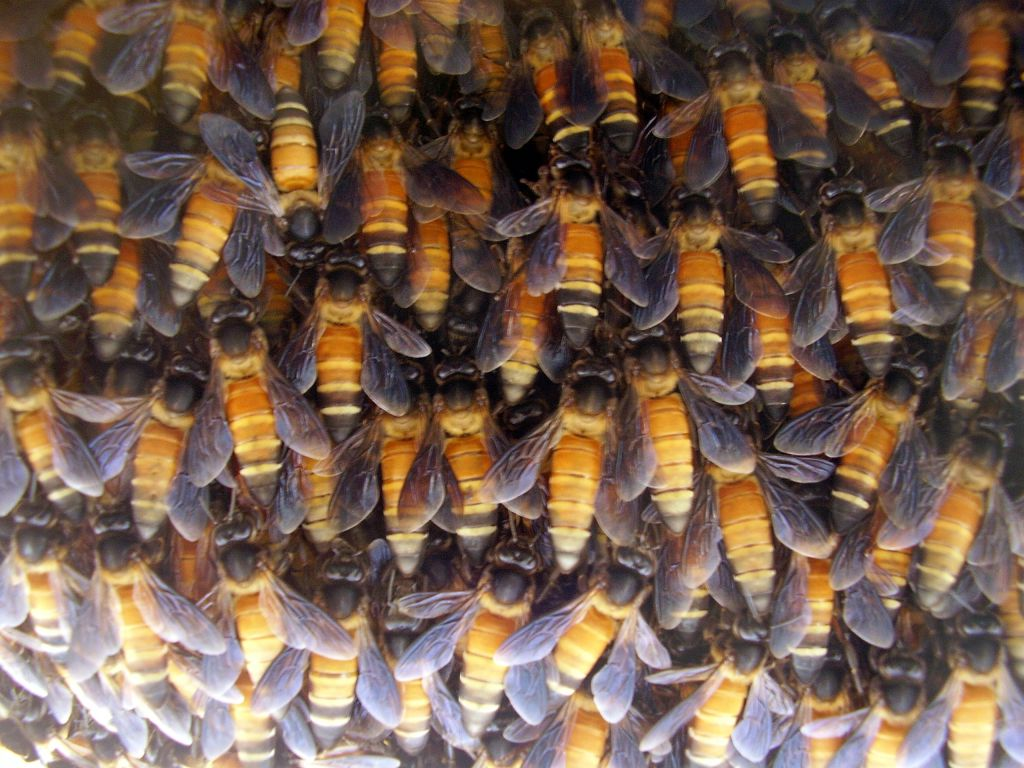
Apis dorsata en el panal

El género Apis parece tener su origen en el  sur y sudeste de Asia, incluyendo las Filipinas. Todas las especies actuales, excepto Apis mellifera son nativas de esta región. Los representantes vivientes de los primeros linajes en divergir, (Apis florea y Apis andreniformis) tienen su centro de dispersión en esta región.
Las primeras abejas fósiles Apis aparecen en el límite Eoceno-Oligoceno (hace 34 millones de años) en depósitos europeos. El origen de estas abejas prehistóricas no indica que el lugar de origen del género sea Europa, solo que ya estaban presentes en esa región en esa época. Se conocen muy pocos depósitos fósiles y están muy poco estudiados, así que la falta de fósiles no es de extrañar.
No había especies de Apis en el Nuevo Mundo antes de la introducción de la abeja doméstica a Norteamérica por los europeos comenzando en el siglo XVII. Solamente un fósil está documentado en el Nuevo Mundo Apis nearctica, conocido por un solo ejemplar de 14 millones de años de antigüedad, encontrado en el estado de Nevada.